# 'Ndrina Araniti
La 'ndrina Araniti è una storica e potente cosca malavitosa della 'ndrangheta calabrese che opera a Sambatello (Reggio Calabria).
Secondo l'operazione "Sistema Reggio" gli Araniti sarebbero una delle 5 ‘ndrine "con il controllo, anzi il monopolio assoluto, sulle attività commerciali ed economiche a Reggio Calabria".
Sono una delle famiglie che ha segnato le gesta degli ultimi 50 anni di storia criminale in Calabria.

## Storia

### Anni 2000
- Il 19 giugno 2004: Orazio Modafferi viene assassinato.[4]
- Il 26 luglio 2007 con l'operazione Bless vengono arrestate 24 persone tra cui esponenti della cosca Condello. L'operazione ha colpito: Francesco Araniti, di 48 anni; Santo Araniti (60), in atto detenuto, soprannominato "Garibaldi"; Giovanni Bonforte (39), già detenuto; Santo Nuda (63); Giuseppe Canale (35); Pasquale Chindemi (42); Antonino D'Errigo (44); Giovanni Fontana (62); Antonino Imerti (61), conosciuto come "nano feroce", già detenuto; il cugino omonimo Antonino Imerti (57); Antonino Lo Giudice (48); Bruno Morabito (74); Carmelo Palermo (48), detenuto; Andrea Pustorino (47); Francesco Rodà (51); Demetrio Sesto Rosmini (42), già detenuto; Giuseppe Carmelo Saraceno (56); Salvatore Saraceno (50); Paolo Serraino (65); Bruno Trapani (50); Giovanni Tripodi (41), già detenuto; Francesco Vazzana (37), già in carcere.[5][6][7][8][9]
- Il 22 maggio 2008 la DIA sequestra beni dal valore di quasi 3 milioni di euro a 2 persone.[10]

### Anni 2010
- Il 19 febbraio 2018 si concludono le operazioni Martingala e Vello d'oro della Guardia di Finanza e della DIA che portano a 37 misure cautelari nei confronti di presunti affiliati ai Nirta (Scalzone), degli Araniti e dei Piromalli accusati di associazione per delinquere, estorsione, sequestro di persona, usura, riciclaggio e autoriciclaggio, attività finanziaria abusiva e trasferimento fraudolento di valori. Nelle operazioni si è eseguito anche un sequestro di beni dal valore di oltre 100 milioni d'euro, in particolare di aziende del settore della grande distribuzione, dell'edilizia, dell'acciaio e correlate ad appalti pubblici operanti in Toscana e all'estero, in particolare Slovenia e Regno Unito.[11]

## Organizzazione
Membri
- Santo Araniti, capobastone in carcere, dal novembre 2008 non più al 41-bis. Contribuisce alla costruzione della Santa e diventa insieme a Paolo De Stefano e Girolamo Piromalli santista. Fu anche un appartenente alla massoneria. Viene condannato all'ergastolo per essere il mandante dell'omicidio di Lodovico Ligato.[10]